# Pfaffenbronn
Pfaffenbronn ist ein Bauerndorf, das zur Gemeinde Lembach im Département Bas-Rhin (Region Grand Est (bis 2015 Elsass)) gehört. Von diesem Ort liegt es östlich, an der D65 in Richtung Weißenburg. Pfaffenbronn hat ungefähr 60 Einwohner (2021). 

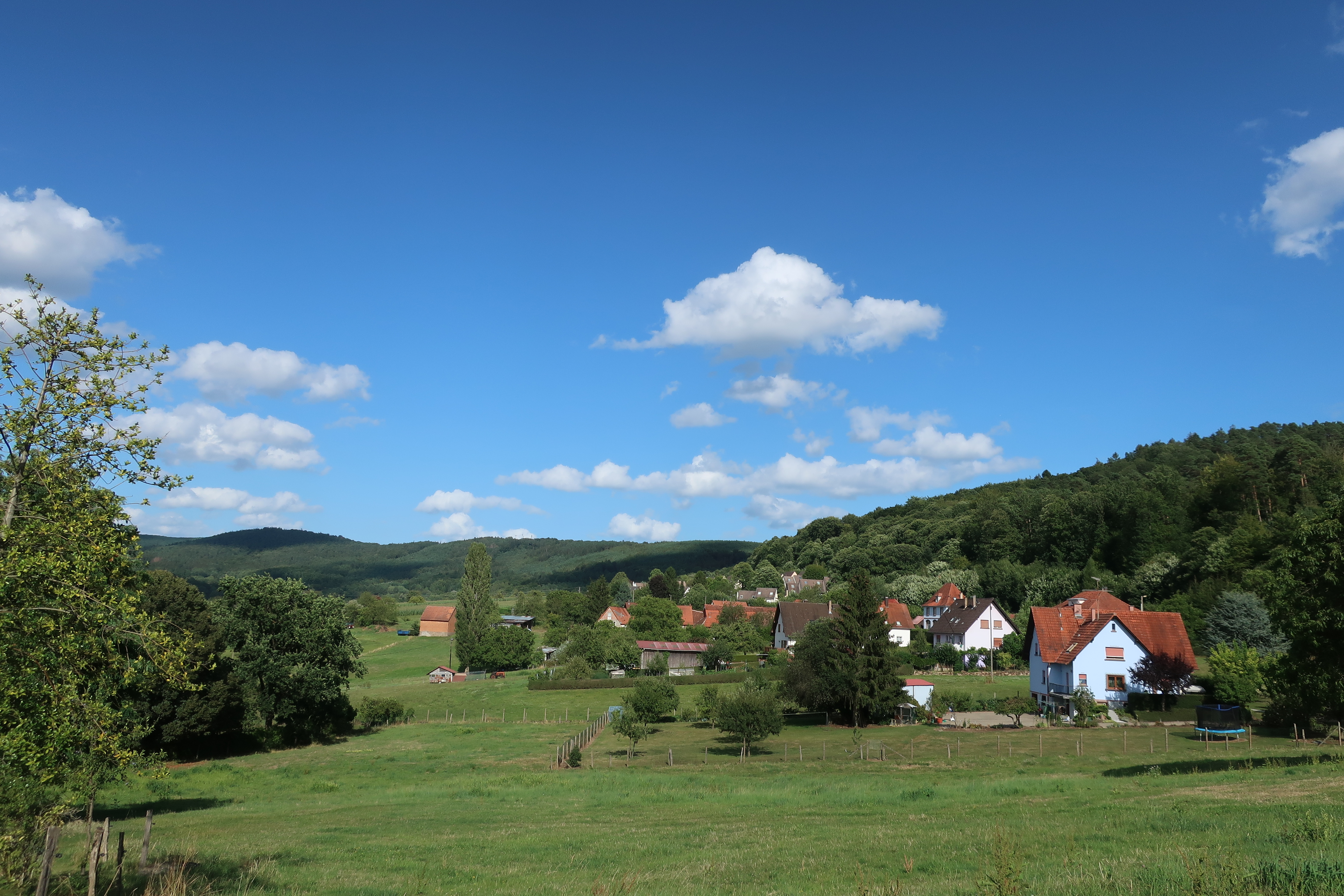
Pfaffenbronn von Westen

## Geschichte
Wegen des Namens und der Nähe zu Wissembourg liegt die Vermutung nahe, dass Pfaffenbronn eine Gründung des Klosters Weißenburg ist. Der Sage nach wurden unbotmäßige Mönche dorthin strafversetzt.  Der erste Nachweis der Existenz Pfaffenbronns ist aber eine Übertragungsurkunde an das Kloster Neubourg bei Haguenau im Jahr 1157. Es wird von einer Scheune und einer Kapelle berichtet. Der Heilige Richard von Pfaffenbronn soll hier als Einsiedler gelebt haben und 1262 hier gestorben sein. Nach dem Bauernkrieg musste das Kloster Neubourg Pfaffenbronn 1526 an die Herren von Fleckenstein verkaufen. Schließlich ging der Besitz 1711 an die Herren von Hanau-Lichtenberg über. Dieser Teil Pfaffenbronn ist unter dem Namen „Althof“ bekannt. 1774 lässt der Landgraf von Hessen-Darmstadt, in dessen Besitz der Ort 1738 durch Erbschaft übergegangen war, einen Wald roden und verkauft die Äcker an vier Bauern. Die Einwohner vom Althof protestieren, da sie das Holzrecht dieses Waldes besaßen, allerdings vergeblich. Damit entstand der „Neuhof“ von Pfaffenbronn, er liegt westlich vom Althof an der Straße nach Lembach. Die  heutigen Fachwerkhäuser des Althofs entstanden alle im 18. und 19. Jahrhundert, nur die Mauer unterhalb des Gartenareals soll aus der Ursprungszeit stammen. Mit der französischen Revolution wurde der Ort zum Nationalgut und die Bauern konnte ihre Höfe kaufen. Heute befinden sich die drei noch aktiven Bauernhöfe alle im Neuhof. Wegen der armen Böden wird nur Viehzucht, besonders Milchwirtschaft und Kälberzucht, betrieben. In den 1970er Jahren wurde östlich des Althof das Feriendorf Les Châtaigniers (Edelkastanie) mit 100 fast identischen Reihenhäusern gebaut. Der Name kommt von den zahlreichen Kastanienbäumen im Wald.

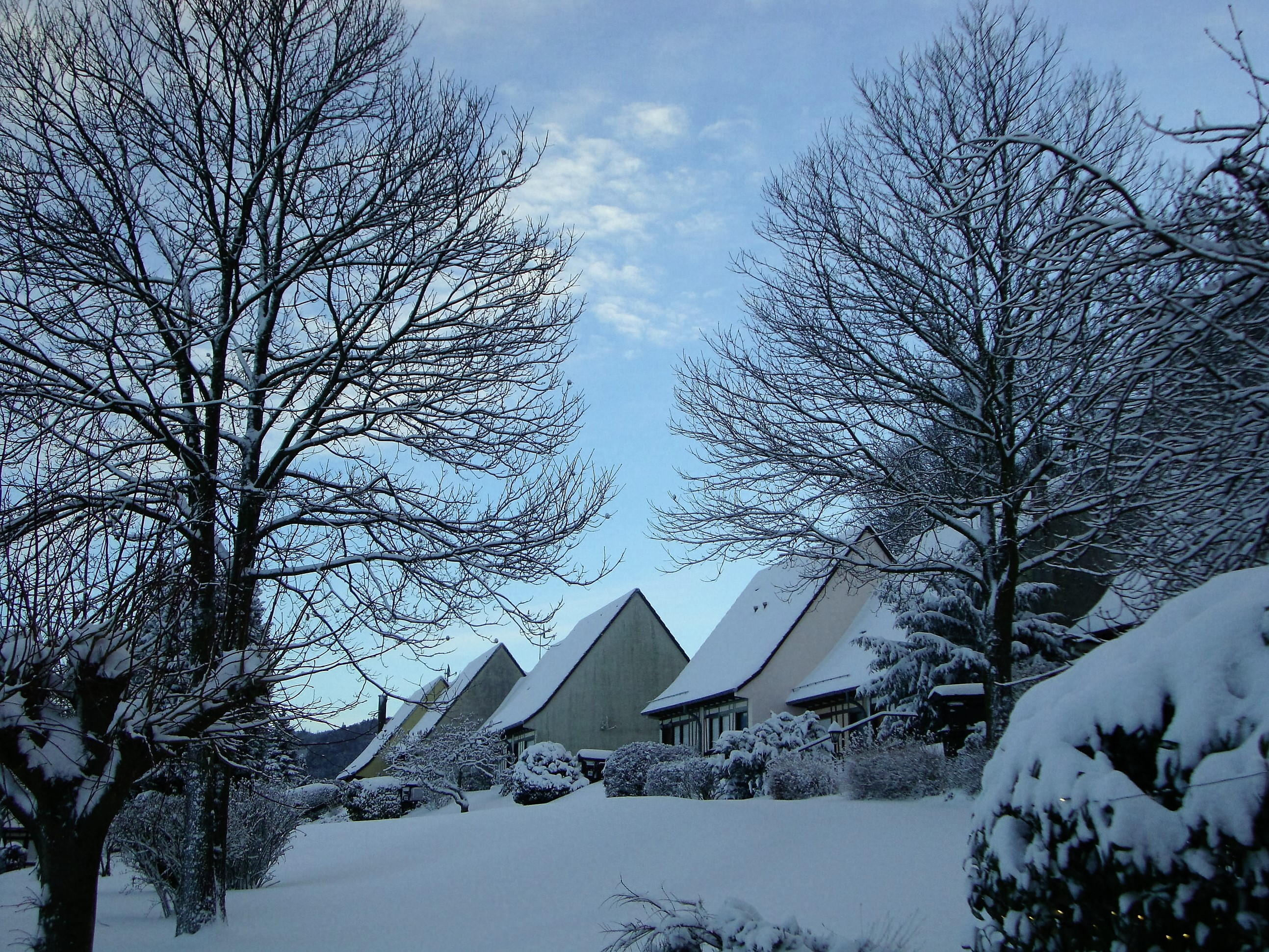
Feriendorf im Winter

## Sehenswürdigkeiten
- Im Althof gibt es mehrere sehenswerte Fachwerkhäuser, zum Teil in schlechten Zustand.Althof

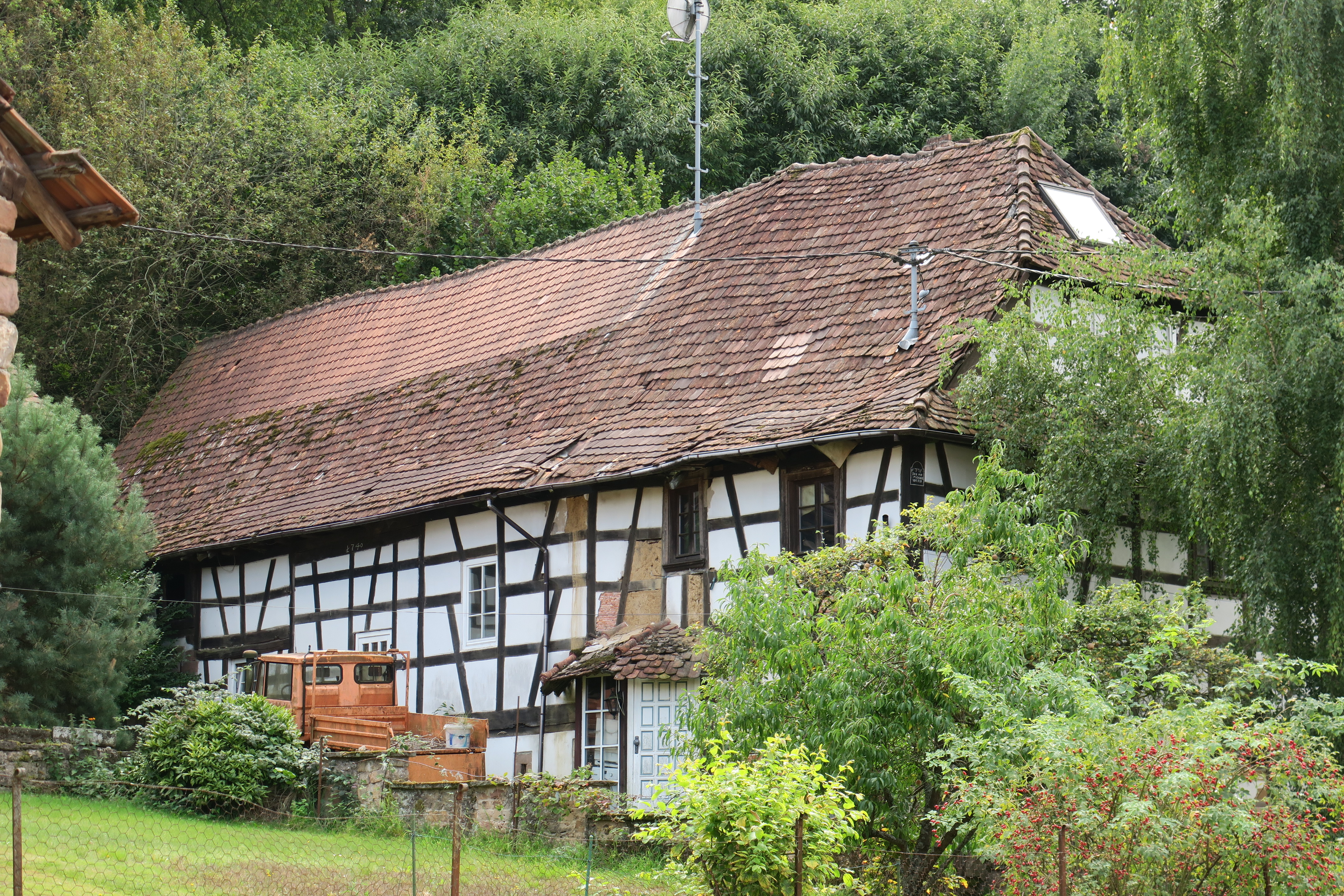
Althof

- Ebenfalls im Althof befindet sich eine historische Ölmühle, die noch in Betrieb ist und die man besuchen kann. Die Mühle wird seit 1827 von der Familie Jaming betrieben, heute in der fünften Generation.[3] Die Ölmühle ist Teil eines großen Bauernhofs, durch den ein Wanderweg führt.
- Zwischen Alt- und Neuhof steht noch die ehemalige Schule: die einzige Klasse war im Erdgeschoss, der Lehrer wohnte im ersten Stock. Ab 1890 wurden die wenigen Paffenbronner Schüler von älteren Schülern aus Lembach unterrichtet, ab 1920 wurde eine reguläre Klasse mit Lehrer eingerichtet, 1964 wurde die Schule geschlossen.[4]
- Das Restaurant Muller war eine Institution, berühmt für seine Flammkuchen. Der Ursprung liegt in den 1930er Jahren als der Vorläufer beim Bau der Maginot-Linie die Arbeiter verpflegte. Der Enkel des Gründers hatte in den 1960er Jahren die Idee, Samstag Abend Flammkuchen zu backen, es gab genau eine Sorte: traditionell. Schnell sprach sich die Qualität herum und mehr und mehr Gäste kamen, Flammkuchen wurden auch sonntags serviert, die kleine Gaststube wurde durch einen Anbau erweitert, der schnell wieder zu klein wurde. Schließlich wuchs das Restaurant zu eindrucksvoller Größe an, das Angebot wurde breiter, ca. 10 Sorten, und die Öffnungszeiten wurden länger. In den 1980er Jahren übernahm die vierte Generation der Mullers das Lokal, das Geschäft wuchs. Als die Wirte in den Ruhestand gehen wollten, fand sich niemand, der die schwere Arbeit übernehmen wollte. Ende 2019 wurde der letzte Flammkuchen serviert. Kurios: eigentlich hieß das Restaurant Cur d'Air (Luftkur), in den 1970er Jahren änderte die Familie den Namen in Restaurant Muller, weil die Gäste den Eintrag im Telefonbuch nicht fanden.[5] Restaurant Muller

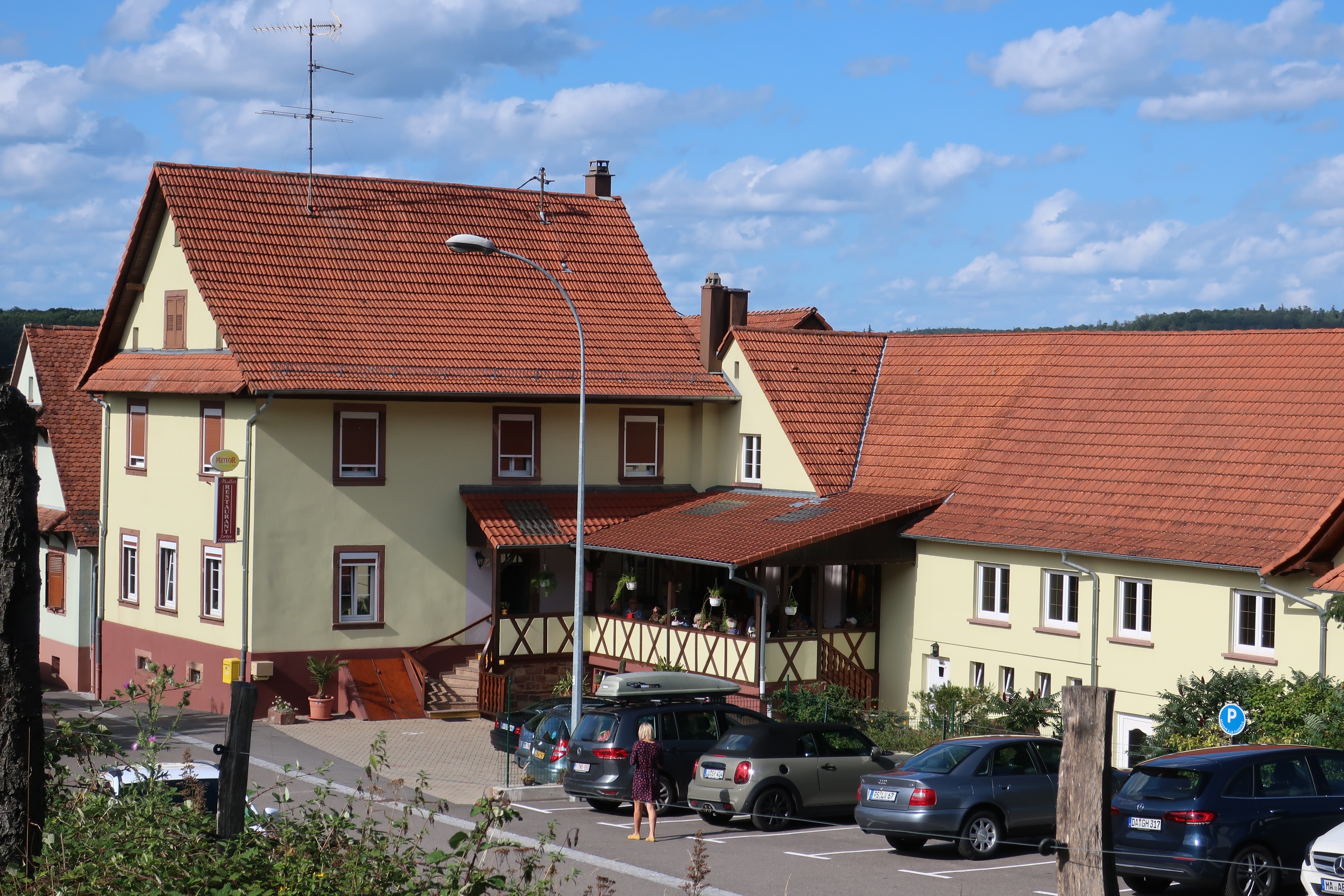
Restaurant Muller

## Umgebung
Zwischen Lembach und Pfaffenbronn (etwa 5 Kilometer voneinander entfernt) liegt das für den Krieg geschaffene Four à Chaux (zu Deutsch: „Kalkofen“), ein  Artilleriewerk der Maginot-Linie. Weiter von Pfaffenbronn den Berg hinauf kommt der Col du Pfaffenschlick, der Pass über den Hochwald mit einer alten Straßenkreuzung von Climbach nach Soultz-sous-Forêts und Lembach nach Schoenenbourg. Im Hochwald selbst befindet sich das Artilleriewerk Ouvrage du Hochwald der Maginot-Linie.
Direkt hinter Pfaffenbronn liegt der Langenberg, auf den viele Wanderwege führen. Von oben (Soultzerkopf) kann man sogar (bei entsprechendem Wetter) den Turm des Straßburger Münsters sehen.
Nächste größere Orte sind neben Lembach und Weißenburg auch Soultz-sous-Forêts und Haguenau.